# Stazione meteorologica di Mazara del Vallo
La stazione meteorologica di Mazara del Vallo è la stazione meteorologica di riferimento relativa alla città di Mazara del Vallo.

## Coordinate geografiche
La stazione meteorologica si trova nell'Italia insulare, in Sicilia, in provincia di Trapani, nel comune di Mazara del Vallo, a 8 metri s.l.m. e alle coordinate 37°39′N 12°35′E.

## Dati climatologici
In base alla media trentennale di riferimento 1961-1990, la temperatura media del mese più freddo, gennaio, si attesta a +10,6 °C; quella del mese più caldo, agosto, è di +25,9 °C .
| Mazara del Vallo      | Mesi | Mesi | Mesi | Mesi | Mesi | Mesi | Mesi | Mesi | Mesi | Mesi | Mesi | Mesi | Stagioni | Stagioni | Stagioni | Stagioni | Anno |
| Mazara del Vallo      | Gen  | Feb  | Mar  | Apr  | Mag  | Giu  | Lug  | Ago  | Set  | Ott  | Nov  | Dic  | Inv      | Pri      | Est      | Aut      | Anno |
| --------------------- | ---- | ---- | ---- | ---- | ---- | ---- | ---- | ---- | ---- | ---- | ---- | ---- | -------- | -------- | -------- | -------- | ---- |
| T. max. media (°C)    | 13,6 | 14,5 | 17,0 | 19,5 | 24,1 | 28,4 | 30,8 | 31,0 | 27,9 | 23,2 | 19,0 | 14,2 | 14,1     | 20,2     | 30,1     | 23,4     | 21,9 |
| T. media (°C)         | 10,6 | 11,1 | 12,9 | 15,1 | 18,9 | 23,1 | 25,6 | 25,9 | 23,4 | 19,3 | 15,5 | 11,4 | 11,0     | 15,6     | 24,9     | 19,4     | 17,7 |
| T. min. media (°C)    | 7,5  | 7,6  | 8,9  | 10,8 | 13,7 | 17,8 | 20,4 | 20,9 | 18,8 | 15,3 | 12,0 | 8,7  | 7,9      | 11,1     | 19,7     | 15,4     | 13,5 |
| T. max. assoluta (°C) | 17,0 | 18,8 | 22,5 | 25,0 | 30,2 | 34,4 | 35,8 | 35,3 | 32,0 | 28,1 | 23,6 | 19,2 | 19,2     | 30,2     | 35,8     | 32,0     | 35,8 |
| T. min. assoluta (°C) | 2,2  | 3,3  | 4,0  | 6,5  | 10,2 | 14,0 | 17,0 | 17,6 | 15,5 | 10,9 | 6,5  | 0,4  | 0,4      | 4,0      | 14,0     | 6,5      | 0,4  |